# Wilhelm Beiglböck
Wilhelm Beiglböck (Hochneukirchen, Baja Austria, Austria; 10 de octubre de 1905 – Buxtehude, Baja Sajonia, Alemania; 22 de noviembre de 1963) fue un internista y obtuvo el título de médico consultor de la Luftwaffe en la Segunda Guerra Mundial. Fue miembro del Partido Nacionalsocialista Obrero Alemán ( NSDAP) y de las Sturmabteilung (SA.«sección de asalto»)  con el rango de Obersturmbannführer. Participó en  pruebas médicas con agua de mar en los internados en el Campo de concentración de Dachau.
Beiglböck fue acusado en el juicio de los doctores en el marco de los Juicios de Núremberg. Declarado culpable de crímenes de guerra y crímenes contra la humanidad, fue condenado a 15 años de prisión. Su sentencia fue conmutada por 10 años y liberado anticipadamente de la prisión de Landsberg, antes de la Navidad de 1951.
Desde 1952 hasta 1963 trabajó como médico jefe del Hospital de Buxtehude.